# Дитрих, Леопольд Августович
Леопольд Августович Дитрих (1877, Варшава — 1954, Ленинград) — русский и советский скульптор. Многие свои работы выполнил совместно с В. В. Козловым.

## Биография

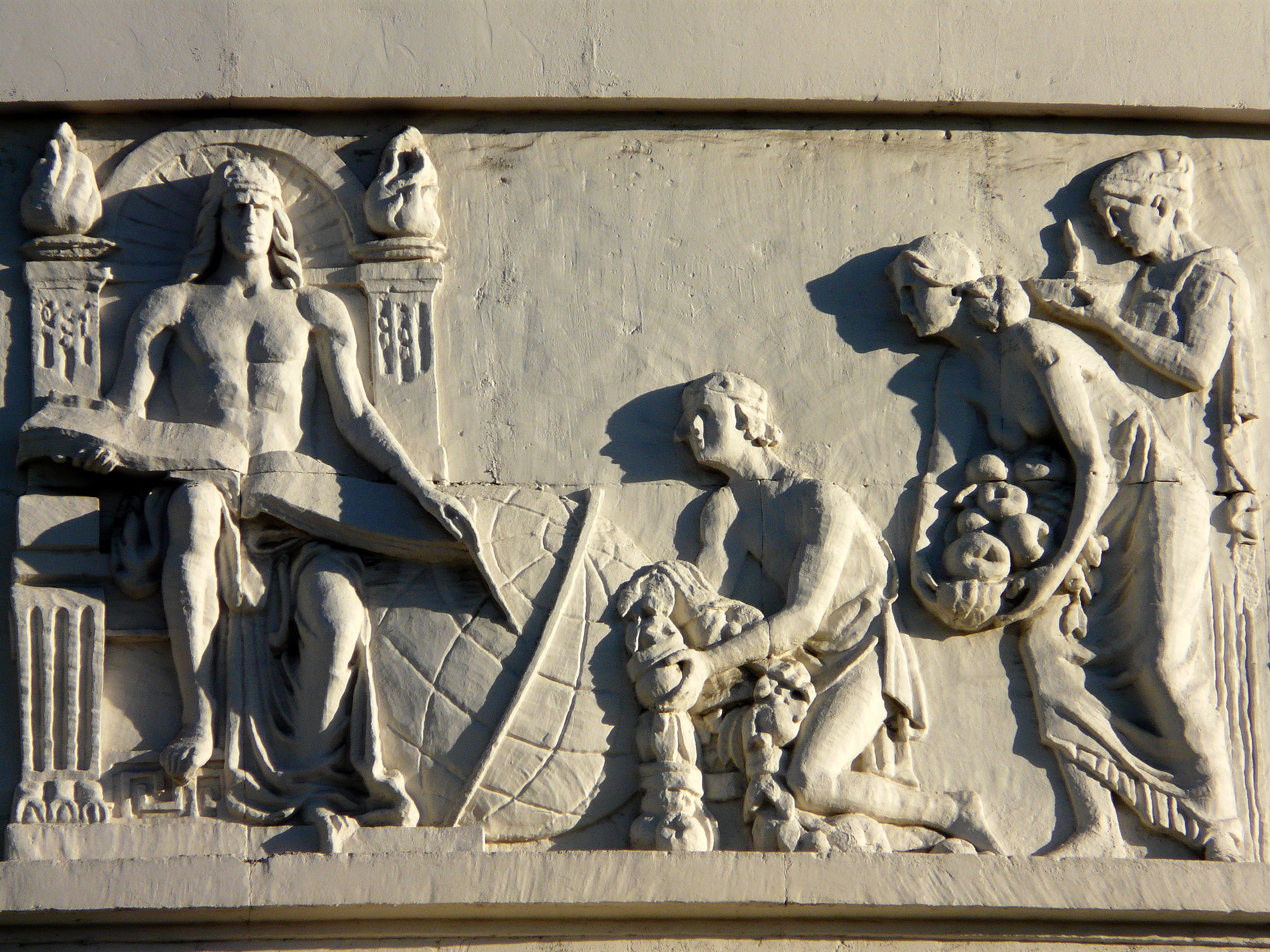
Деталь фриза на здании Педагогического музея в Киеве

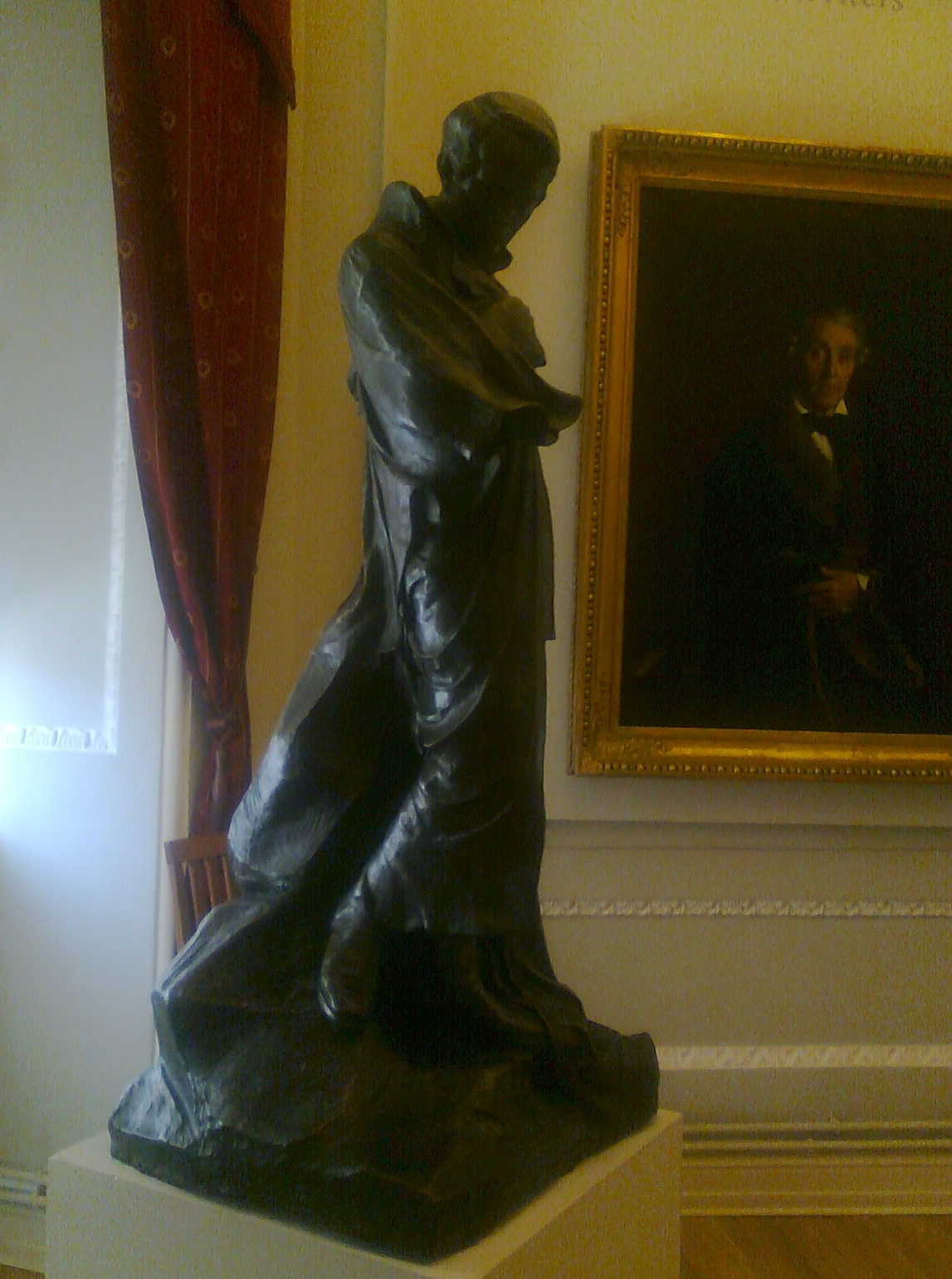
Проект памятника Лермонтову

Леопольд Дитрих родился 8 (20) декабря 1877 года в Варшаве. Окончил варшавскую учительскую семинарию. В начале 1900-х годов вместе с семьёй переехал в Екатеринодар (ныне Краснодар). На сельскохозяйственно-промышленной выставке он был награждён малой серебряной медалью и в качестве стипендиата Городской управы Екатеринодара был отправлен на учёбу в Санкт-Петербург, в рисовальную школу Общества поощрения художников. С 1905 года Дитрих был вольнослушателем Академии художеств. Занимался у Г. Р. Залемана и В. А. Беклемишева. В 1912 году получил звание художника за фигуру «Саломея», но не получил диплома, так как не окончил окончил курса наук. В Академии Дитрих познакомился с В. В. Козловым, с которым впоследствии вместе много работал: выполнял маски, рельефы и прочие декоративные атрибуты для зданий. До революции Дитрих и Козлов сотрудничали с архитектором М. М. Перетятковичем, оформили ряд его зданий.
Жил и работал в Санкт-Петербурге. Его дом-мастерская находился на Большой Гребецкой (ныне Пионерской) улице, дом 20/4. С 1908 года принимал участие в выставках Академии художеств, Товарищества независимых, Общества имени А. И. Куиднжи и других. В 1910—1917 годах состоял в Товариществе независимых. Был членом-учредителем Союза скульпторов-художников.
В начале 1920-х годов преподавал в Академии художеств. Пережил блокаду Ленинграда. В 1944—1946 годах преподавал в ЛВХПУ (профессор с 1944 года). В 1944 году в Ленинграде состоялась выставка его работ.
Умер в Ленинграде 20 октября 1954 года. Похоронен на Литераторских мостках рядом с В. В. Козловым.
Большая часть работ Дитриха была передана Выборгскому краеведческому музею. В 1966 и 1996 годах музей проводил выставки работ Дитриха и Козлова, а в 2022 году состоялась выставка работ Дитриха, приуроченная к его 145-летию.

## Работы
Станковые работы
- Ассирийский вождь (1910, гипс)[3]
- Портрет А. И. Полтавцева (1911, гипс)[3]
- Саломея" (1912, Выборгский краеведческий музей)[2]
- Портрет художника Е. К. Псковитинова (1913, гипс)[3]
- Барельеф «Шахтёр» (1915, Третьяковская галерея)[8]
- Сон (1916)[3]
- Портрет господина Л. (1916)[3]
- Госпожа и её раб (1917, гипс)[3]
- Портрет скульптора В. В. Козлова (1917, гипс)[3]
- Забытый (1917, искусственный камень)[3]
- Портрет Р. Тагора (1920-е, гипс)[3]
- Жар-птица (1920-е, дерево)[3]
- Портрет писателя А. П. Чапыгина (1920-е, гипс)[3]
- Стенька Разин (1920-е, дерево)[3]
- Ударник (1930-е, гипс)[3]
- Инженер Шипков (1930-е, гипс)[3]
- Мишка-гармопист (1930-е, дерево)[3]
- Мать (группа по одноимённому роману А. М. Горького, 1930-е, гипс)[3]
- Амундсен (1930-е, барельеф — мрамор)[3]

Проекты памятников
- Памятник поэту И. С. Никитину для Воронежа (1908, гипс; совместно с В. В. Козловым)[3]
- Памятник поэту М. Ю. Лермонтову для Петербурга (1910—1911, гипс; 1-я премия в конкурсе, 1911; совместно с В. В. Козловым)[3]
- Памятник первому русскому актеру Ф. Г. Волкову для Ярославля (1910, гипс, 1-я премия в конкурсе Академии художеств, 1911; совместно с В. В. Козловым)[3]
- Памятник педагогу К. Д. Ушинскому для Петербурга (1912, гипс; совместно с В. В. Козловым)[3]
- Монумент «Великий строитель» (1919, гипс, совместно с В. В. Козловым, 2-я премия в конкурсе «Великая русская революция», 1919)[3]
- Памятник К. Либкнехту и Р. Люксембург для Петрограда (1920, совместно с В. В. Козловым)[3]
- Памятник Герою Советского Союза летчику Н. Ф. Гастелло (1940-е, гипс)[3]

Памятники
- Памятник на месте дуэли Лермонтова (1914—1915, ограда; совместно с В. В. Козловым)[2]
- Надгробие писателя А. П. Чапыгина (гранит, 1940, Литераторские мостки, Волковское кладбище, Санкт-Петербург)[3]
- Памятник Алишеру Навои в Ташкенте (1949, бронза, гранит; эскиз — гипс, Выборгский краеведческий музей)[3]
- Памятник Г. К. Орджоникидзе (1949, бронза, гранит, Владикавказ)[3]

Декоративное оформление зданий
- Доходный дом М. И. Вавельберга в Петербурге (1911—1912, совместно с В. В. Козловым)[8]
- Фриз на здании Педагогического музея в Киеве (1911, совместно с В. В. Козловым)[2]
- Торгово-промышленный банк в Петербурге (1912—1914, совместно с В. В. Козловым)[3][8]
- Здание Государственного банка в Ростове-на-Дону (1913—1914, совместно с В. В. Козловым)[2]
- Декоративные статуи для грязелечебницы в Ессентуках (1914—1915, совместно с В. В. Козловым)[3][8]
- Фриз на фасаде Дворца культуры имени И. И. Газа в Ленинграде (1935, бетон, 1,1×56 м)[8]
- Барельефы «Маёвка путиловцев в Лаутро», «9 января 1905 г.», «С. М. Киров па „Красном путиловце“» и другие (1930-е, бетон, фасад Дома культуры Кировского завода в Ленинграде)[3]
- Рельефы на фасаде кинотеатра «Гигант» в Ленинграде (1933—1936)[8]

## В искусстве
Портреты Л. А. Дитриха выполнили В. А. Зверев (масло, 1914), В. В. Козлов (бронза, 1915) и Е. П. Скуинь (масло, 1944—1954).

## Семья
Брат – Константин Августович скульптор, жил и работал в Краснодаре.
Жёны Дитриха и Козлова были родными сёстрами. Когда в 1927 году скульптор Василий Козлов ушёл от своей первой жены Елены Васильевны, оставив её с шестилетней дочерью Музой, Леопольд Августович стал помогать им материально. В 1933 году он забрал Елену Васильевну и Музу в свой дом-мастерскую.
Жена Леопольда Августовича, Екатерина Васильевна, погибла во время блокады Ленинграда. Детей у них не было

## Сочинения
- Дитріх Л., Сергіевський С. Скульптуру в масси. Харків, 1931 (укр.)